# Bârseștii de Sus, Argeș
Bârseștii de Sus este un sat în comuna Tigveni din județul Argeș, Muntenia, România.